# Hieronim Emiliani
Hieronim Emiliani, wł. Gerolamo Emiliani (Miani) (ur. 1486 w Wenecji, zm. 8 lutego 1537 w Somasce) – święty Kościoła katolickiego, założyciel zgromadzenia zakonnego w Somasce.

## Życiorys
Hieronim był oficerem w armii weneckiej w czasie, gdy republika walczyła z papieżem Juliuszem II, cesarzem Maksymilianem I i królem Francji Ludwikiem XIII. Po jednej z bitew trafił do niewoli. Przebywając w lochu Castel Nouvo, modlił się o wstawiennictwo Maryi i został cudownie uwolniony. Wydarzenie to sprawiło, że Hieronim przeżył wewnętrzną przemianę.

### Działalność
Pod wpływem Kajetana z Tieny i Giovanniego Pietro Carafy (późniejszego papieża) poświęcił swoje życie opiece nad ofiarami głodu i zarazy, szalejących w północnych Włoszech. Opiekował się również sierotami i porzuconymi dziećmi. Założył sierocińce w Brescii, Como i Bergamo oraz dom dla pokutujących prostytutek i szpital w Weronie. W 1528 założył Stowarzyszenie Sług Ubogich, które uzyskało papieskie zatwierdzenie w 1540. Hieronim zmarł w roku 1537. Zaraził się podczas niesienia pomocy ofiarom epidemii.

## Kult

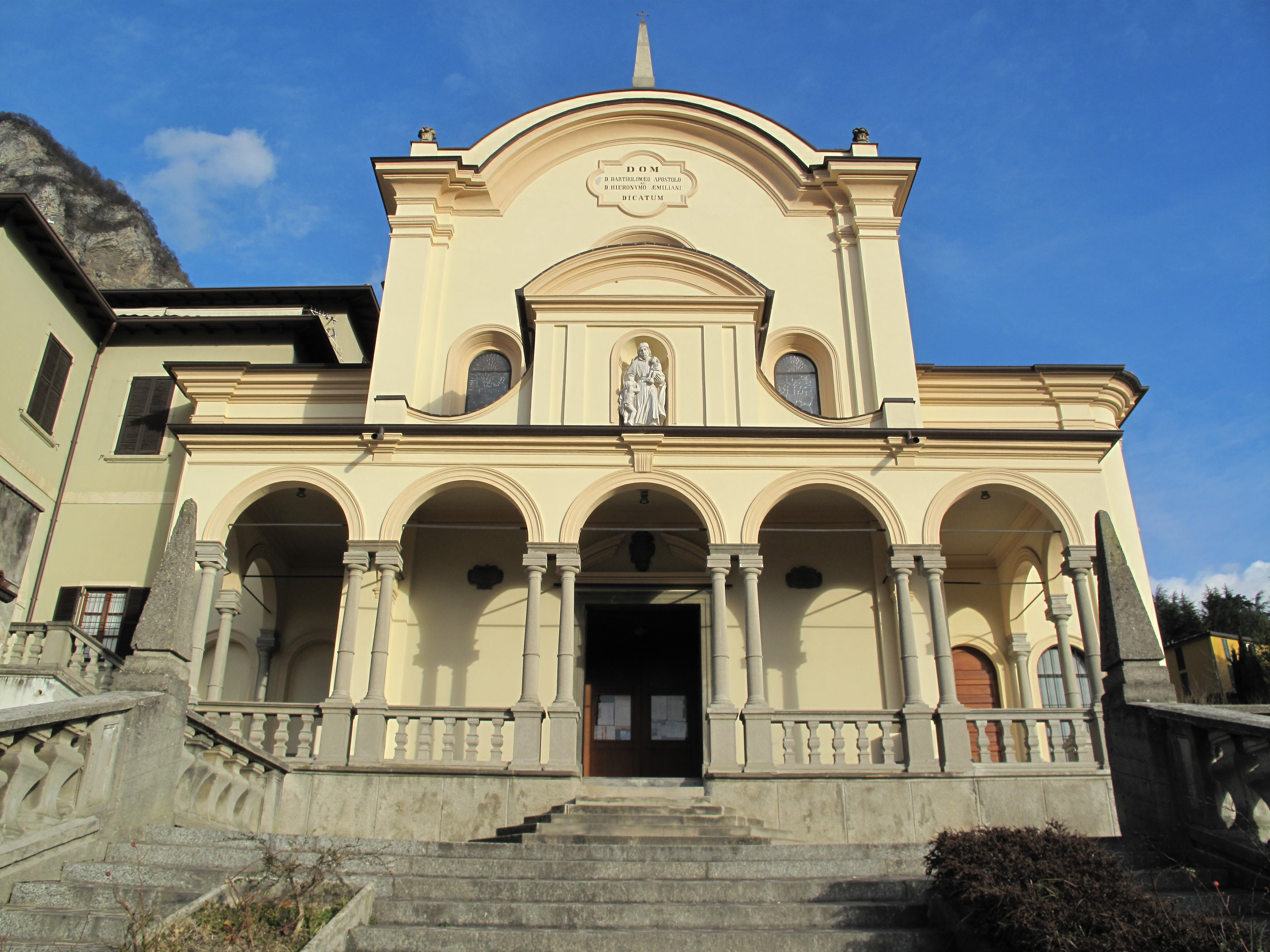
Sanktuarium św. Hieronima w Somasca

W 1747 beatyfikował go Benedykt XIV, a kanonizował w 1767 roku Klemens XIII. 
Patronat
W 1928 papież Pius XI ogłosił Hieronima patronem sierot i porzuconych dzieci.
Ikonografia
W sztuce przedstawiany jest z łańcuchami na rękach – znakiem wyzwolenia z niewoli – w otoczeniu dzieci lub ze złożonymi rękami.

### Dzień obchodów
Niegdyś wspomnienie Hieronima przypadało 20 lipca (do reformy liturgicznej 1969), obecnie obchodzone jest 8 lutego.